# Michel Hugo
Michel Hugo (* 13. Januar 1930 als Michel Squarciafico in Paris, Frankreich; † 12. Oktober 2010 in Las Vegas, Nevada, USA) war ein französischstämmiger Kameramann, der im US-amerikanischen Film und Fernsehen tätig war.

## Leben und Wirken
Der Sohn des Kameramanns S. (Simon) Hugo (geboren als Hugo Squarciafico) war durch seinen Vater schon in jungen Jahren mit der Filmwelt in Kontakt gekommen. Bereits in den frühen 50er Jahren diente er in Paris erfahrenen Kameraleuten wie Paul Coteret (etwa 1952/53 bei L‘étrange Amazone) als Assistent bzw. zweiter Kameramann. Nach seinem letzten französischen Film (als Kameraassistent 1955) entschloss sich Hugo zur Auswanderung in die USA. Dort angekommen, wurde er am 29. Januar 1960 eingebürgert.
Hugo avancierte in den ausgehenden 60er Jahren zum fähigen Kameramann, dessen solide Fotografie seitdem eine Fülle von äußerst erfolgreichen US-Fernsehserien unterstützte, beginnend mit Kobra, übernehmen Sie. In seinen frühen Jahren als Chefkameramann (bis 1970) stand er auch bei einigen wenigen A-Kinoproduktionen hinter der Kamera wie Darling, laß dich scheiden und Das Fotomodell mit seinen beiden Landsmänninnen Catherine Deneuve und Anouk Aimée in den weiblichen Hauptrollen. Gleich darauf fotografierte er mit Kampf den Talaren und Denkt bloß nicht, dass wir heulen auch zwei wenig beachtete, späte Nebenwerke des Altmeisters Stanley Kramer.
Nach 1972 fotografierte Michel Hugo nur noch sporadisch Kinofilme. Hugo, ein Vielarbeiter, stand zeitweilig bei bis zu sechs Filmen pro Jahr hinter der Kamera. Seit den frühen 80er Jahren fotografierte er fast nur noch Fernsehserien, darunter Hart aber herzlich, Der Denver-Clan und Melrose Place. Seine letzten Lebensjahre verbrachte er in Las Vegas, wo er am Film Department der University of Nevada alles über die Arbeit eines Kameramannes lehrte.

## Filmografie (Auswahl)
Als Chefkameramann beim Fernsehen, wenn nicht anders angegeben
- 1967–1968: Kobra, übernehmen Sie (Mission: Impossible, Fernsehserie, 23 Folgen)
- 1968: Head (Kino)
- 1969: Das Fotomodell (Model Shop, Kino)
- 1969: Ein Frosch in Manhattan (The April Fools, Kino)
- 1969: Number One (Kino)
- 1970: The Phynx (Kino)
- 1970: Cover Me Babe (Kino)
- 1970: Kampf den Talaren (R.P.M., Kino)
- 1970: Fools (Kino)
- 1971: Denkt bloß nicht, daß wir heulen (Bless the Beasts and Children, Kino)
- 1971: The Forgotten Men
- 1971: Thief
- 1971: Killersatelliten (Earth II)
- 1972: The Night Stalker
- 1972: Mein Herz braucht Liebe (One is a Lonely Number, Kino)
- 1972: Lapin 360 (Kino)
- 1972: Trouble Man (Kino)
- 1972: Die Spur der schwarzen Bestie (They Only Kill Their Masters, Kino)
- 1972: Der Berg kennt keine Gnade (Climb an Angry Mountain)
- 1973: Shorts / Skins
- 1974: Mrs. Sundance
- 1974: Der Morgen danach (The Morning After)
- 1975: Fluchtweg Canyon (Death Stalk)
- 1975: Journey From Darkness
- 1975: Luftpiraten (Sky Heist)
- 1975: Feuerkäfer (Bug, Kino)
- 1976: Die Verführung (Ode to Billy Joe, Kino)
- 1976–1977: Die Straßen von San Francisco (The Streets of San Francisco, Fernsehserie, 24 Folgen)
- 1978: Der Manitou (The Manitou, Kino)
- 1978: Erwachendes Land (The Awakening Land, Miniserie, 3 Folgen)
- 1978: The Bastard
- 1978: Terror aus den Wolken – Killer Bienen 2 (Terror out of the Sky)
- 1979: Völlig durchgedreht (The Cracker Factory)
- 1979: Jennifer: A Woman’s Story
- 1980: Im Sommercamp ist die Hölle los (Gorp, Kino)
- 1980: Duell am Wind River (The Mountain Men, Kino)
- 1980: Octagon (The Octagon, Kino)
- 1980: Die Nacht, als der Terror tobte (The Night the City Screamed)
- 1981: Bei Anruf Mord (Dial M for Murder)
- 1982: Freitag der 713. (Pandemonium, Kino)
- 1982: The Rules of Marriage
- 1983: Die Polizei-Chiefs von Delano (Chiefs, Miniserie, 3 Folgen)
- 1983–1984: Hart aber herzlich (Hart to Hart, Fernsehserie, 16 Folgen)
- 1981–1989: Der Denver-Clan (Dynasty, Fernsehserie, 126 Folgen)
- 1989: Flitterwochen auf Hawaii (Parent Trap: Hawaiian Honeymoon)
- 1989: High Desert Kill
- 1991: Denver – Die Entscheidung (Dynasty: The Reunion, Fernsehfilm)
- 1992–1996: Melrose Place (Fernsehserie, 102 Folgen)
- 2008: Primo (Kino)